# Jessica Salazar (ciclista)
Jessica Salazar Valles (nascida em 21 de setembro de 1995 em Guadalajara) é uma corredora ciclista mexicana. Especializada nas provas de sprint em pista, é campeã panamericana de velocidade por equipas em 2015 e 2016, de velocidade em 2016 e dos 500 metros em 2015, 2016 e 2017.
Desde os campeonatos panamericanos de 2016, detém o recorde do mundo dos 500 metros arranque atrás em 32 s 268.

## Palmarés Campeonato Mundial
- Sainte-Quentin-en-Yvelines 2015
  - 11.º da velocidade por equipas (com Daniela Gaxiola)[1]
- Londres 2016
  - 10.º dos 500 metros[2]
  - 12.º da velocidade por equipas (com Daniela Gaxiola)[3]
- Hong Kong 2017
  - 9.º da velocidade por equipas (com Yuli Verdugo)[4] (eliminada em qualificações[5].
  - 10.º dos 500 metros[6]
- Apeldoorn 2018
  - 7.º da velocidade por equipas (com Daniela Gaxiola)[7] (eliminada à primeira volta[8].
  - 12.º dos 500 metros[9]
- Pruszków 2019
  - 4.º da velocidade por equipa
  - 5.º dos 500 metros
- Berlim 2020
  -  de prata dos 500 metros.
  - 8.º da velocidade por equipas (com Daniela Gaxiola)[10] (eliminada à primeira volta[11].
  - 22.º da velocidade individual[12] (eliminada em dieciseisavos de final[13].

### Campeonatos Panamericanos
- Santiago de Chile 2015
  -  Medalha de ouro dos 500 metros
  -  Medalha de ouro da velocidade por equipas (com Daniela Gaxiola)
  -  Medalha de bronze do keirin
- Aguascalientes 2016
  -  Medalha de ouro dos 500 metros
  -  Medalha de ouro da velocidade individual
  -  Medalha de ouro da velocidade por equipas (com Yuli Verdugo)
- Empolló 2017
  -  Medalha de ouro dos 500 metros
- Aguascalientes 2018
  -  Medalha de ouro dos 500 metros
  -  Medalha de prata da velocidade individual
- Cochabamba 2019
  -  Medalha de ouro dos 500 metros
  -  Medalha de prata da velocidade por equipas

### Jogos Panamericanos
- Lima 2019
  -  Medalha de ouro da velocidade por equipas

### Jogos da América Central e das Caríbes
- Barranquilla 2018
  -  Medalha de ouro dos 500 metros
  -  Medalha de ouro do keirin
  -  Medalha de ouro da velocidade individual

### Campeonatos nacionais
- Campeã do México dos 500 metros em 2015
- Campeã do México do keirin em 2015 e 2018
- Campeã do México de velocidade por equipas em 2015
- Campeã do México de velocidade individual em 2018